# Angraecum pinifolium
Angraecum pinifolium är en orkidéart som beskrevs av Jean Marie Bosser. Angraecum pinifolium ingår i släktet Angraecum och familjen orkidéer. Inga underarter finns listade i Catalogue of Life.